# 陳國樑
陳國樑，為香港無綫電視合約劇集的高級配樂指導，寫下多首具中國味特色，古裝及民初的TVB劇集配樂。2018年，無綫電視就內地外購劇延禧攻略走紅而向身為該劇集的配樂師的他做專訪。

## 作品

### 無綫電視劇集
配樂
- 1984年：決戰玄武門(2001年重新發行版)
- 1992年：妙探出更
- 1993年：都市的童話、大頭綠衣鬥殭屍、九彩霸王花
- 1994年：恨鎖金瓶、笑看風雲
- 1995年：包青天(狄龍版)、O記實錄
- 1996年：笑傲江湖、殭屍福星、西遊記
- 1997年：大刺客之魚腸劍、男人四十打功夫、天龍八部、美味天王
- 1998年：聊齋（貳）、離島特警、西遊記（貳）
- 1999年：金玉滿堂、創世紀
- 2000年：雷霆第一關
- 2001年：七姊妹
- 2002年：法網伊人、洛神、流金歲月、戇夫成龍
- 2003年：非常外父
- 2004年：血薦軒轅、金枝慾孽、楚漢驕雄
- 2005年：同撈同煲、我的野蠻奶奶、妙手仁心III、胭脂水粉
- 2006年：火舞黃沙、刑事情報科、匯通天下
- 2007年：突圍行動、迎妻接福、寫意人生、舞動全城、奸人堅、建築有情天
- 2008年：銀樓金粉、珠光寶氣
- 2009年：巾幗梟雄、絕代商驕、宮心計
- 2010年：飛女正傳、公主嫁到、巾幗梟雄之義海豪情、誘情轉駁
- 2011年：女拳、紫禁驚雷、法證先鋒III、天與地、我的如意狼君
- 2012年：4 in love、心戰、回到三國、造王者、天梯
- 2013年：神探高倫布、金枝慾孽貳、師父·明白了、舌劍上的公堂
- 2014年：點金勝手、醋娘子、宦海奇官
- 2015年：倩女喜相逢、華麗轉身、拆局專家、張保仔、無雙譜、東坡家事、刀下留人
- 2016年：末代御醫、火線下的江湖大佬、純熟意外、超能老豆、城寨英雄、來自喵喵星的妳、流氓皇帝、巾幗梟雄之諜血長天
- 2017年：味想天開、我瞞結婚了、同盟
- 2018年：平安谷之詭谷傳說、三個女人一個「因」、宮心計2深宮計、天命、大帥哥
- 2019年：好日子、十二傳說
- 2020年：法證先鋒IV、機場特警
- 2021年：伙記辦大事、七公主、換命真相
- 2022年：十八年後的終極告白2.0、輕·功
- 2023年：新四十二章、寵愛Pet Pet、羅密歐與祝英台、妳不是她
- 2024年：旁觀者、逆天奇案2、巾幗梟雄之懸崖

主題曲
- 2005年：同撈同煲、西廂奇緣、開心賓館、妙手仁心III、佛山贊師父、本草藥王
- 2006年：火舞黃沙（僅片尾曲佘詩曼《黃沙中的戀人》、插曲蔡瑋瑜《最好的時光》）、覆雨翻雲（連同片尾曲）
- 2010年：飛女正傳
- 2013年：金枝慾孽貳（連同片尾曲）

電視電影
- 2003年：妒火線

外購劇
- 1993年：包青天（字幕僅顯示為無線配樂組）
- 1994年：倚天屠龍記
- 2000年：真情告白

### 內地電視劇集
歌曲
- 2014年：大當家（主題曲《奇蹟》、片尾曲《月亮天使》、插曲《夢想自行車》、《永遠的微笑》）

配樂
- 2018年：延禧攻略
- 2019年：烈火軍校、金枝玉葉
- 2020年：鬢邊不是海棠紅、月上重火、小大夫
- 2021年：驪歌行
- 2025年：臨江仙

### 內地綜藝節目
- 2019年：演技派（由第二集開始的劇情片《紫禁城裏的小食光》[5]、第四集之中的劇情片《楊貴妃》[6]）

### 電影配樂
香港
- 2000年：手機凶靈、新三狼之歡場屠夫、旺角的天空3終極邊緣、死亡網絡、浪漫鎗聲
- 2001年：人頭豆腐湯、童黨2001
- 2002年：賤精先生
- 2004年：大無謂

### 舞台劇
- 2000年：美狄亞[8]

### 音樂會
- 2021年：黃樂婷二胡演奏會──二胡、鋼琴及古箏《兵車行》[9]、《延禧攻略組曲》-管樂團作品

## 外部連結
- 陳國樑的Instagram帳戶
- 陳國樑的Instagram帳戶
- YouTube上的陳國樑頻道
- 陳國樑的新浪微博